# Chelonus pallidus
Chelonus pallidus är en stekelart som beskrevs av William Harris Ashmead 1889. Chelonus pallidus ingår i släktet Chelonus och familjen bracksteklar. Inga underarter finns listade i Catalogue of Life.